# رانینگ میت (مجموعه تلویزیونی)
رانینگ میت (انگلیسی: Running Mate; کره‌ای: 러닝메이트) یک مجموعه تلویزیونی محصول کره جنوبی به کارگردانی هان جین وون و با بازی لی جونگ شیک، چوی وو سونگ، هونگ هوا یون و یون هیون سو است. این مجموعه در ۶ مارس ۲۰۲۵ از تیوینگ پخش خواهد شد.
این مجموعه نخستین بار در بیست و هشتمین جشنواره بین‌المللی فیلم بوسان در «آن اسکرین سکشن» در ۶ اکتبر ۲۰۲۳، ۳ قسمت از ۹ قسمت آن به نمایش درآمد.

## بازیگران

### اصلی
- یون هیون سو در نقش نو سه هون[۴]
- لی جونگ شیک در نقش کواک سانگ هیون[۵]
- چوی وو سونگ در نقش یانگ وون ده[۶]
- کیم جی وو در نقش ها یون کیونگ[۷]

### مکمل
- لی جه یی در نقش هیون جین[۸]
- پارک گون روک در نقش شین جون گیو[۹]
- هوانگ سونگ بین در نقش جو وان شیک[۱۰]
- لی سونگ هون در نقش چوی جونگ سو[۱۱]
- کیم جی هون در نقش ما دو یونگ[۱۲]
- هونگ هوا یون در نقش یون جونگ هی
- کوان هان سول در نقش چو هان بیول
- لی بونگ جون در نقش پارک شی هون
- اوه جین ووک در نقش نام کیونگ ته
- یون دو گون در نقش کانگ جه وون